# Скала на Моос
Ска̀лата на Моос служи за определяне на относителната
твърдост на минералите. Създадена е от Фридрих Моос през 1812 г. В нея десет еталонни минерала са подредени според способността на всеки да драска стоящите пред него и да бъде драскан от стоящите след него в ска̀лата.
Степените в ска̀лата на Моос показват относителната твърдост. Например по абсолютна твърдост диамантът (10-а степен) е 4 пъти по-твърд от корунда (9-а степен) и 8 пъти по-твърд от топаза (8-а степен). За постигане на по-голяма точност при измерванията се използват и дробни степени. Например доломитът, който драска калцита, но не и флуорита, има твърдост 3½, нокътят – 2½, стъклото – 5½, стоманата – 6½.

## Основни закономерности
Твърдостта на минералите:
- расте с намаляване на разстоянията между йоните в структурата
- расте според подредеността на симетрията: нисша – средна – висша
- расте с коефициента на компактност Q на кристалната решетка
- расте с валентността на йоните
- е по-висока, ако са налични двойни или тройни връзки
- расте, когато преобладава йонна връзка.

## Таблица на Моос
| Твърдост по Моос | Минерал                        | Абсолютна твърдост | Снимка |
| ---------------- | ------------------------------ | ------------------ | ------ |
| 1                | Талк (Mg3Si4O10(OH)2)          | 1                  |        |
| 2                | Гипс (CaSO4·2H2O)              | 3                  |        |
| 3                | Калцит (CaCO3)                 | 9                  |        |
| 4                | Флуорит (CaF2)                 | 21                 |        |
| 5                | Апатит (Ca5(PO4)3(OH-,Cl-,F-)) | 48                 |        |
| 6                | Ортоклаз (KAlSi3O8)            | 72                 |        |
| 7                | Кварц (SiO2)                   | 100                |        |
| 8                | Топаз (Al2SiO4(OH-,F-)2)       | 200                |        |
| 9                | Корунд (Al2O3)                 | 400                |        |
| 10               | Диамант (C)                    | 1600               |        |